# Vincent Gragnic
Vincent Gragnic (Quimperlé, 23 giugno 1983) è un ex calciatore francese, di ruolo centrocampista.

## Caratteristiche tecniche
Interno di centrocampo, può giocare anche come trequartista.

## Carriera

### Club
Prodotto del vivaio del Lorient, gioca una trentina di presenze in Ligue 2 prima di passare al Libourne, ancora in Ligue 2. Nel 2008 l'Olympique Marsiglia lo preleva per € 0,8 milioni, facendolo esordire in Ligue 1 il 25 agosto 2007 contro il Caen (1-2). Totalizza 3 presenze in Ligue 1, venendo ceduto in prestito al Troyes, in seconda divisione. Nell'estate del 2008 il Reims lo compra per € 100.000: alla prima stagione, la squadra retrocede in terza divisione, ottenendo la promozione in seconda divisione nella stagione seguente. Dopo tre stagioni a Reims, Gragnic passa prima al Sedan poi al Nímes, dove vive la sua miglior stagione realizzativa: sigla 17 reti in 33 incontri di campionato, terminando l'annata al quarto posto tra i capocannonieri della Ligue 2. Nell'estate 2014 l'Auxerre lo acquista e il primo agosto successivo Gragnic realizza la sua prima rete all'esordio contro il Le Havre (2-0), andando in gol su calcio di rigore.

## Palmarès

### Club

#### Competizioni nazionali
- Ligue 2: 1

Strasburgo: 2016-2017